# Montana Golden Nuggets
Los Montana Golden Nuggets fueron un equipo de baloncesto estadounidense que jugó en la CBA entre 1980 y 1983, alcanzando en dos ocasiones las finales de la competición. Tenía su sede en la ciudad de Great Falls, Montana. En 2006, el baloncesto profesional regresó a la ciudad de mano de los Great Falls Explorers, también en la CBA.

## Historia
Los Golden Nuggets debutaron en la competición en 1980, dirigidos por George Karl, y ya en su primera temporada alcanzaron las finales, perdiendo ante los Rochester Zeniths por 4-0. Se repetiría la situación en 1983, en su última temporada, en la cual cayeron en la final ante los Detroit Spirits. En ambas ocasiones Karl fue elegido como Entrenador del Año de la CBA.

## Temporadas
| Temp.   | Liga | P  | G  | P  | %    | Posición             | Playoffs                      |
| 1980-81 | CBA  | 42 | 27 | 15 | .643 | 1º, Western División | Finalista                     |
| 1981-82 | CBA  | 46 | 30 | 16 | .652 | 2º, Western División | Pierde en Finales de División |
| 1982-83 | CBA  | 44 | 33 | 11 | .750 | 1º, Western División | Finalista                     |